# Francisco Remón Játiva
Blahoslavený Francisco Remón Játiva (22. září 1890, Caudé – 31. července 1936, Granollers) byl španělský římskokatolický řeholník Řádu menších bratří konventuálů a mučedník.

## Život
Narodil se 22. září 1890 v Caudé.
Roku 1906 vstoupil do františkanského konventu v Granollers, avšak jeho noviciát poté probíhal v Assisi, kam odešel s bratrem Alfonsem Lópezem. Poté odešel do Costacciara. Roku 1912 složil své dočasné sliby a roku 1916 sliby věčné.
Většinu svého církevního života (1914–1935) strávil v Assisi jako sakristián baziliky svatého Františka.
Roku 1935 odešel do Granollers, kde působil jako sexton (vrátný).
V červenci 1936 vypukla španělská občanská válka a 19. července se uchýlil do úkrytu u přátel v Granollers. O pár dni později se dozvěděl že jeho klášter byl vypálen. Poté se chtěl přemístit na jiné místo, ale na ulici jej rozpoznali revolucionáři a uvěznili jej. Ve vězení byl brutálně zbit a měl vnitřní krvácení. Převezli jej do nemocnice na léčení. Poté byl odsouzen k trestu smrti. Dne 31. července 1936 jej odvezli s jeho spolubratrem bl. Dionisiem Vicentem Ramosem do Los Tres Pinos nedaleko Granollers a oba zastřelili.

## Proces blahořečení
Proces blahořečení byl zahájen 15. října 1953 v arcidiecézi Barcelona a to spolu s dalšími pěti spolubratry františkány konventuály.
Dne 26. března 1999 uznal papež sv. Jan Pavel II. jejich mučednictví. Blahořečeni byli 11. března 2001 ve skupině José Aparicio Sanz a 232 společníků.